# My Fair Lady (película de 1964)
My Fair Lady (en Argentina, Chile y Perú Mi bella dama) es una película de 1964 dirigida por George Cukor e interpretada por Rex Harrison y Audrey Hepburn. Es una adaptación del musical homónimo de Alan Jay Lerner y Frederick Loewe que, a su vez, se había basado en la obra de teatro Pigmalión, de George Bernard Shaw, que ya se había adaptado al cine en la película británica de 1938 Pigmalión.
My Fair Lady recibió ocho Premios Óscar: entre ellos, a la mejor película, al mejor actor y al mejor director. Fue considerada la octava mejor película musical por el American Film Institute. En 2018, fue seleccionada para su preservación en el National Film Registry de Cine de la Biblioteca del Congreso como «cultural, histórica o estéticamente significativa».

## Argumento
La acción comienza en Londres, en 1912. Una tarde lluviosa en Covent Garden, al salir de la ópera encontramos a Henry Higgins (Rex Harrison), un arrogante, irascible y misógino profesor de fonética que cree que el habla de una persona determina su futuro social. Presume de ello frente al coronel Hugh Pickering (Wilfrid Hyde-White), también experto en fonética y admirador de sus métodos, asegurando que puede enseñar a cualquier mujer a hablar con propiedad hasta el punto de hacerla pasar por duquesa en el baile anual de la embajada. Para ello le muestra como ejemplo a una joven florista callejera llamada Eliza Doolittle (Audrey Hepburn), con un fuerte acento cockney: la mujer ha sufrido un percance con el público que salía de la ópera, se ha enfadado y no para de quejarse por ello.
Eliza se dirige al día siguiente a la casa de Higgins para recibir clases de dicción. Su ambición es trabajar en una floristería, pero su acento le impide llegar tan lejos. Solo puede pagarle un chelín por clase, estando Higgins acostumbrado a clientes con mayor poder adquisitivo. El Coronel Pickering, que está con Higgins, se siente intrigado por la idea y apuesta a Higgins todos los gastos del experimento a que no consigue hacerla pasar por una dama de la alta sociedad en seis meses, desafío que Higgins acepta.
El padre de Eliza, Alfred P. Doolittle (Stanley Holloway), basurero de profesión, se presenta tres días después queriendo proteger la dignidad de su hija, pero en realidad solo busca sacar algo de dinero a Higgins, que lo soborna con cinco libras esterlinas. Higgins queda impresionado con la franqueza del basurero y su don natural para la retórica, y especialmente su falta de principios. Doolittle se justifica diciendo que no puede permitírselo. Higgins recomienda entonces a Alfred Doolittle a un estadounidense rico interesado en discursos de principios morales.
Eliza se somete a diversas formas de mejorar su dicción, como hablar con la boca llena de canicas. Al principio apenas progresa, pero cuando Higgins y Pickering están a punto de tirar la toalla, Eliza vuelve a intentarlo y lo logra; instantáneamente empieza a hablar con un acento británico estándar de clase alta.
Para probarla, Higgins la lleva al palco de su madre en el hipódromo de Ascot, donde causa buena impresión con sus modales refinados, pero asusta a todo el mundo con un pequeño lapsus impropio al animar a un caballo para que gane la carrera. Higgins, que desprecia la pretenciosidad de la aristocracia, disimula una sonrisa en ese momento.
Higgins finalmente la lleva al baile anual de la embajada, donde Eliza consigue pasar exitosamente como una misteriosa dama de la nobleza e incluso baila con el príncipe de Transilvania. En el baile se encuentra con Zoltan Karpathy (Theodore Bikel), húngaro experto en fonética instruido por Higgins. Tras una breve conversación con Eliza, certifica que es de sangre azul. Esto hace la noche más amena a Higgins, que siempre ha visto a Karpathy como un aprovechado y un fraude.
Después de todo el esfuerzo que ha hecho, Eliza no recibe reconocimiento por parte de Higgins y Pickering; todas las alabanzas son para Higgins. Esto y el trato servicial que Higgins espera de ella, especialmente la indiferencia acerca de su futuro, provocan que Eliza abandone la casa, dejando al profesor intrigado por su ingratitud.
Acompañada por Freddy Eynsford-Hill (Jeremy Brett), un joven que conoció en Ascot y que se ha enamorado de ella, Eliza regresa a su antiguo entorno en Covent Garden, pero descubre que con sus modales refinados, su acento y sus vestidos de marca no encaja allí. Encuentra a su padre, que había recibido una enorme fortuna del millonario estadounidense al cual Higgins le había recomendado, y está preparándose para casarse con la madrastra de Eliza (siente que Higgins lo ha arruinado, pues ahora debe regirse por unos principios morales). Eliza se marcha y acude a la casa de la Señora Higgins, la madre del profesor, que está muy enfadada por el comportamiento de su hijo.
Higgins encuentra allí a Eliza al día siguiente, e intenta hablar con ella y convencerla de que vuelva. En una ardua discusión, el ego de Higgins se siente dañado cuando Eliza anuncia que va a casarse con Freddy y a convertirse en la asistente de Karpathy, pues Higgins no solo desprecia a Karpathy, sino que también considera a Freddy patético e indigno de los nuevos estándares de Eliza. Eliza se siente satisfecha de hacer probar a Higgins su propia medicina, y lo rechaza. Higgins admite que en vez de una carga a sus espaldas es una fuente de fortaleza, y que le gusta así, pero ella se marcha diciendo que nunca volverán a verse.
Tras una discusión con su madre, donde decide que no necesita a Eliza ni a nadie más para ser feliz, Higgins se marcha a casa insistiendo en que Eliza volverá a él arrastrándose. Sin embargo, se da cuenta de que se ha acostumbrado a su rostro («grown accustomed to her face»), y lo único que le queda de ella son grabaciones de sus lecciones de dicción que puede poner en el fonógrafo. Entonces, Eliza aparece de repente en la casa. 

### El final
En la obra de teatro Pigmalión, Eliza deja claro que se va a casar con Freddy Eynsford-Hill. Shaw escribió más tarde un ensayo en el que explica por qué es imposible que la historia acabe con Higgins y Eliza casados, aunque seguirían en contacto toda la vida. Higgins nunca se muestra dispuesto a casarse con Eliza. Hacia el final de la obra original, observa un futuro donde Pickering, él y ella serán tres solterones viviendo juntos en vez de dos hombres y una estúpida muchacha: 

You and I and Pickering will be three old bachelors together instead of only two men and a silly girl.

Este final alternativo en el que se reconcilian es el de la película de 1938 Pigmalión, con Leslie Howard como actor principal masculino.

## Reparto
| Actor                    | Personaje              | doblaje 1964          |
| ------------------------ | ---------------------- | --------------------- |
| Audrey Hepburn           | Eliza Doolitle         | Rosa Guiñón           |
| Marni Nixon (canciones)  | Eliza Doolitle         | Teresa María          |
| Rex Harrison             | Profesor Henry Higgins | Felipe Peña           |
| Wilfrid Hyde-White       | Coronel Hugh Pickering | José María Angelat    |
| Mona Washbourne          | Sra. Pearce            | Carmen Robles         |
| Jeremy Brett             | Freddy Eynsford-Hill   | Rogelio Hernández     |
| Bill Shirley (canciones) | Freddy Eynsford-Hill   | Luis Olivares         |
| Gladys Cooper            | Sra. Higgins           | María Victoria Durá   |
| Stanley Holloway         | Alfred P. Doolitle     | Miguel Alonso         |
| Isobel Elsom             | Sra. Eynsford-Hill     | Elsa Fábregas         |
| Theodore Bikel           | Zoltan Karpathy        | Joaquín Díaz          |
| John Hollan              | Mayordomo              | José Luis Sansalvador |
| John Alderson            | Jamie                  | Rafael Luis Calvo     |
| John McLiam              | Harry                  | Luis Posada Mendoza   |
| Olivia Reeves-Smith      | Sra. Hopkins           | Carmen Contreras      |
| Ben Wright               | Chambelán              | Dionisio Macías       |
| Charles E. Fredericks    | Rey Jorge V            | José María Aguilar    |

Datos de doblaje:

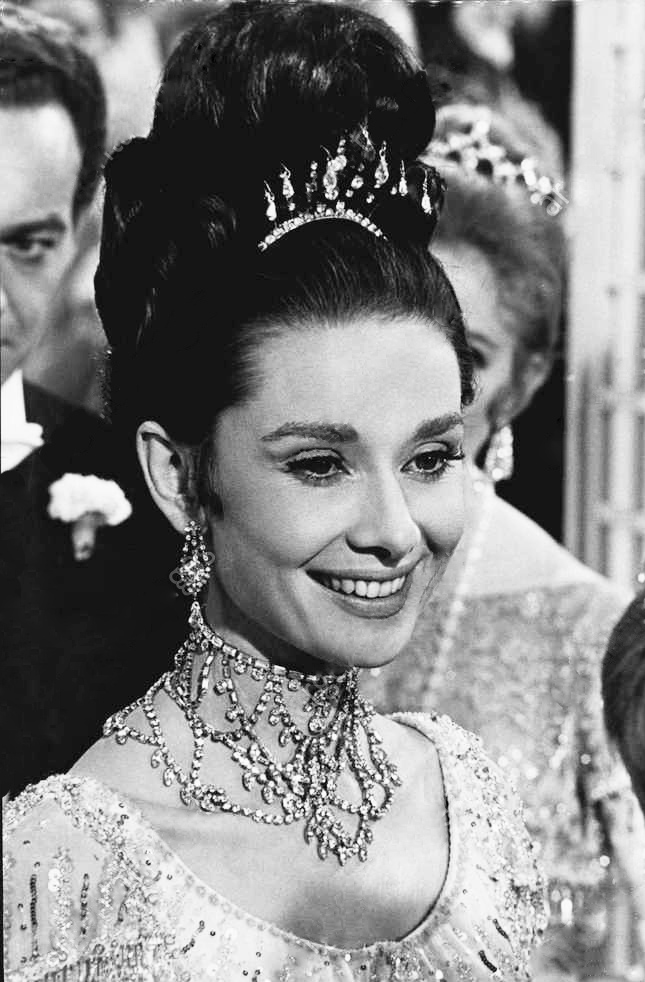
Audrey Hepburn en una foto publicitaria de la película.

- Director del doblaje (España): Felipe Peña
- Estudio de doblaje (España): Voz de España, S.A.

## Producción

### Andrews frente a Hepburn
Julie Andrews había sido la compañera de reparto de Harrison en el teatro, interpretando el papel de Eliza en Broadway y en West End, pero a pesar de la presión de Alan Jay Lerner, libretista y guionista de la obra, Jack Warner, de la compañía Warner Brothers, insistió en dar el papel a Audrey Hepburn en la película, pues era ya una estrella reconocida de la pantalla, mientras que Julie Andrews era desconocida en el cine. Elizabeth Taylor también luchó por este papel, que al final no consiguió.
Las consideradas para el papel fueron Vanessa Redgrave, Leslie Caron, Audrey Hepburn, Shirley Jones, Angela Lansbury y Elizabeth Taylor, aunque todas ellas habían hecho un pacto con las demás actrices de rechazar el papel para que este fuera para Julie Andrews. Después de que Audrey Hepburn rechazase el papel, Elizabeth Taylor anunció que ella actuaría en la película. Rápidamente Audrey Hepburn aceptó la oferta, pues consideraba a Elizabeth Taylor poco creíble en el papel de una chica inocente.
El Óscar a la mejor actriz que recibió Julie Andrews en 1964 por Mary Poppins y que no se propusiera como candidata a Audrey Hepburn (según se cree, por haber sido doblada por Marni Nixon en las canciones) fue visto por muchos como la revancha de Julie Andrews, aunque ambas actrices han negado que existiera rencilla alguna entre ellas.
Tres años más tarde, cuando Warner Brothers ofreció a Julie Andrews el papel de Ginebra en la adaptación cinematográfica del musical Camelot de Lerner y Loewe, papel que también había interpretado en Broadway con gran éxito, Andrews pidió 7 millones de dólares, rechazando efectivamente el papel. Vanessa Redgrave fue entonces la responsable de interpretar el papel, aunque admitió que si Julie Andrews hubiese querido hacer ese papel, lo habría conseguido sin duda.

### Orden de los números musicales
El orden de las canciones se siguió fielmente, excepto para “With a little bit of luck” (“Con un poco de suerte”). Es el tercer número musical en la obra de teatro, pero en la película es el cuarto. Además, la canción está dividida en dos partes en la obra, la primera cantada cuando Eliza da a Alfred parte de sus ganancias, antes de tomar la decisión de ir a recibir clases de Higgins; la segunda parte la canta Alfred Doolitle al enterarse de que Eliza está viviendo con Higgins. En la película, toda la canción la canta tras el número musical “I'm an ordinary man” (“Soy un hombre normal”).
El instrumental “Busker Sequence”, que abre la obra tras el “Preludio” (“Overture”), es el único número musical omitido en la película.

### Doblajes
Tras escuchar las pistas grabadas por Audrey Hepburn, y sin hablarlo con ella, el equipo de producción organizó una audición para buscar una voz que doblase a Audrey Hepburn en las canciones, resultando elegida la soprano californiana Marni Nixon, que grabó todas las canciones completas excepto “Just you wait”, donde se escucha la voz de Audrey Hepburn tal cual en la mayor parte de la canción, exceptuando una transición melódica cantada por Marni Nixon. Marni Nixon firmó guardar secreto de su participación y no recibió reconocimiento alguno en los títulos de crédito. Sin embargo, la información de que Audrey Hepburn sería doblada en las canciones acabó por filtrarse a la prensa.
Algunas de las interpretaciones originales de Audrey Hepburn para la película fueron publicadas en los años 1990, permitiendo al público juzgar si el doblaje realmente era necesario. En especial, sus interpretaciones de las canciones “Wouldn't it be loverly?” y “Show me” están disponibles en los contenidos extras del DVD publicado en 1998. Aunque menos publicitado, Jeremy Brett (Freddy Eynsford-Hill) también fue doblado en las canciones por Bill Shirley.
Rex Harrison rechazó grabar previamente sus números musicales, explicando que nunca había cantado las canciones igual de una vez para otra y, por tanto, no podría hacerlo de forma convincente haciendo playback en el rodaje, como habían hecho los protagonistas de los musicales desde el nacimiento del cine sonoro en Hollywood. Para permitir que Rex Harrison cantara sus canciones en directo durante el rodaje, el estudio colocó un micrófono inalámbrico en las corbatas, siendo el primer micrófono inalámbrico usado en la historia del cine. André Previn dirigió la versión final de la música escuchando la grabación de voz de Harrison, haciendo que el departamento de sonido ganase un Óscar por sus esfuerzos.

### Vestuario
El vestuario de la película estuvo a manos de Cecil Beaton. La película se convirtió no solo en uno de los grandes y oscarizados musicales, sino en todo un manual de estilo de Beaton y un referente para toda la profesión.
En esta ocasión, la responsabilidad de Beaton, al que Audrey Hepburn supo reconocer su indudable mérito: “ciertamente los diseñadores de vestuario hacen a los actores y actrices. Cuando me puse el vestido blanco y negro para la escena de Ascot, sentí que solo necesitaba levantar la mirada bajo mi enorme sombrero y saldrían las refinadas palabras de George Bernard Shaw y Alan Jay Lerner”. Beaton no era propiamente un diseñador de vestuario. Era uno de esos seres que surgen esporádicamente, tan originales y creativos que es difícil encasillarlos en ninguna disciplina artística. Su dedicación principal fue la fotografía.

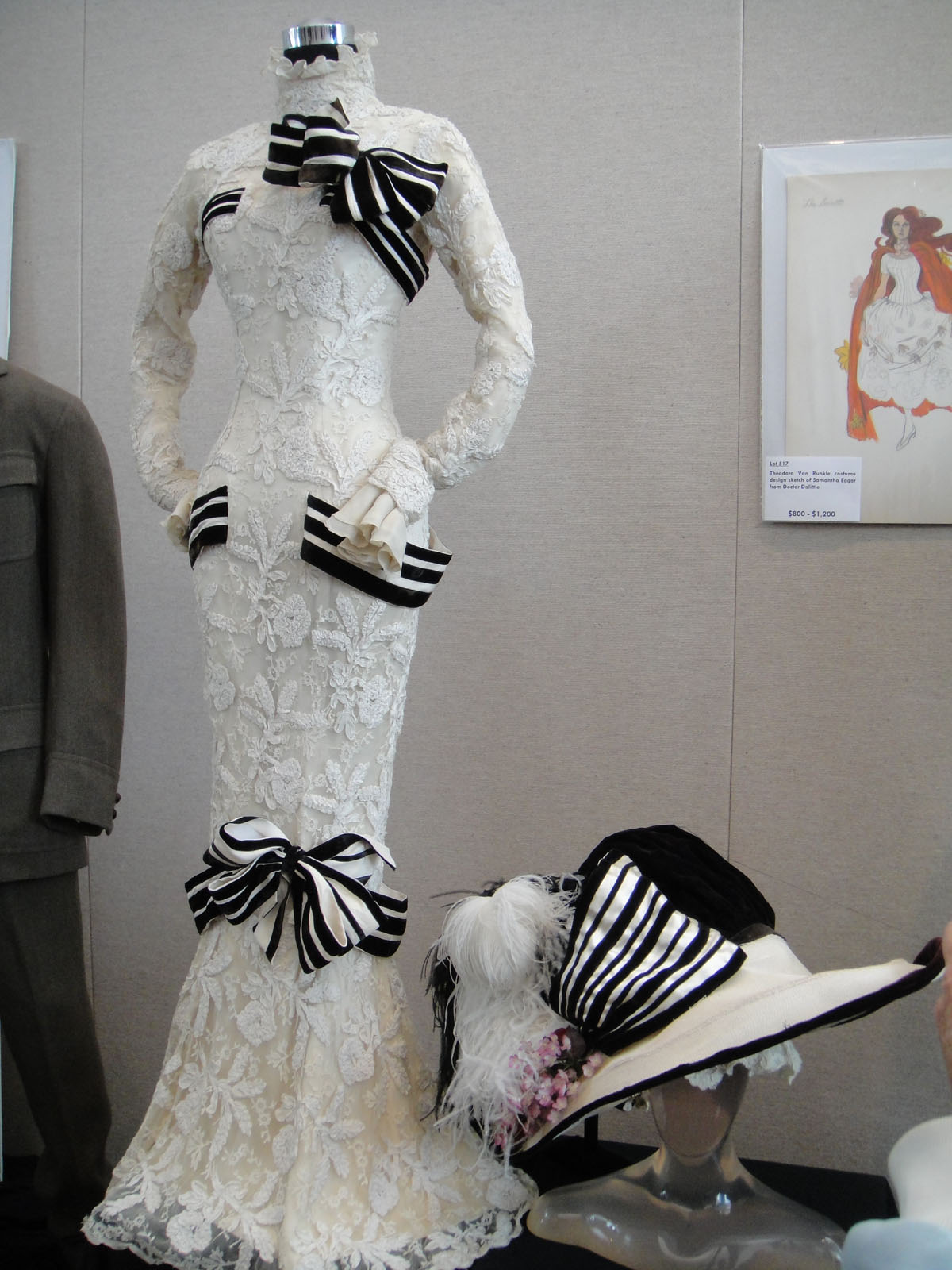
El vestido icónico de Ascot que utilizó Hepburn para la película.

Beaton que reconstruyó la opulencia de la época eduardiana con todo detalle. Dicen que los almacenes de los estudios de la Warner no daban abasto para albergar los más de mil trajes (por valor de medio millones de dólares) y sombreros que confeccionó y los mil y un detalles que encontró en casas de amigos, mercados y museos: libros, muebles, jaulas, etcétera.
El reto de My Fair Lady lo entusiamó porque lo trasladaba a su infancia, a un mundo de trajes que olvidaban los rígidos polisones victorianos para abrazar una fluidez (ajustada con corsé) de encaje y  y lazadas mucho más práctica. O al menos, aparentemente. La falda permite ver los botines, se imponen los grandes sombreros en las carreras de Ascot y Beaton idealiza el aroma de las flores que llevaba su madre en la cintura cuando se engalanaba. Un detalle que incorpora al vestuario de Eliza Doolittle en diferentes momentos. Por ejemplo, para ejemplificar el refinamiento en la escena en que logra hablar sin acento cockney. Y es que las flores están siempre presentes en un filme en el que la protagonista es una florista de los barrios bajos londinenses a quien el profesor Higgins deberá convertir en una dama por obra y gracia de una apuesta.
Cuando llega a casa de Higgins lleva un abrigo de terciopelo que hubo que desteñir seis veces para conseguir el efecto desgastado que se buscaba. Además, Beaton marca los regueros de agua de los ramilletes y escoge para Eliza un colorista sombrero lleno de plumas, que en la época eran sinónimo de distinción. Aquí resulta buscadamente vulgar.
La elegancia natural de Hepburn hacía difícil dotarla de un aire dickensiano pese a los esfuerzos del director. Se notaba que se sentía mucho más confortable dentro de trajes como el de su triunfo en el baile final, que Beaton describiría como «hielo en los árboles de Suiza». Era un diseño recto y blanco inspirado en los que llevaba la actriz de la época Lily Elsie aunque el peinado (un moderno moño alto con tiara) lo eligió la protagonista porque sabía que le quedaba muy bien.

### Problemas decopyright
El director de CBS reunió los fondos para la producción teatral de Broadway a cambio de los derechos para la edición y publicación del álbum resultante a través de Columbia Records. Cuando Warner Brothers adquirió los derechos para la película en febrero de 1962 por 5 millones de dólares, se acordó que los derechos de la película revertirían a CBS 7 años después del lanzamiento de la película.
La primera copia en vídeo VHS publicada lo fue por MGM/CBS Home Video en 1981 y reeditada por CBS/Fox Video en 1984, 1986, 1991 y 1994.
Warner Brothers es el dueño de los derechos originales de la película, que pasaron a CBS en 1972. Desde 1998 a 2008 los derechos para editar la película en DVD pertenecían a Warner Brothers bajo licencia de CBS, mientras que CBS Television Distribution es la dueña de los derechos para emisión televisada. Esto convirtió a My Fair Lady en la única película cuyos derechos de emisión pertenecen a CBS pero no ha sido distribuida por CBS Home Entertainment.

## Números musicales

### Primera parte
- “Overture” (“Preludio”)
- “Why Can't the English?” (“¿Por qué los ingleses no pueden aprender a hablar?”)
- “Wouldn't It Be Loverly?” (“¿No sería maravilloso?”)
- “An Ordinary Man” (“Un hombre normal”)
- “With a Little Bit of Luck” (“Con un poco de suerte”)
- “Just You Wait” (“Ya verás”)
- “Servants Chorus” (“Coro de los sirvientes”)
- “The Rain in Spain” (“La lluvia en España”)
- “I Could Have Danced All Night” (“Podría haber bailado toda la noche”)
- “Ascot Gavotte” (“Gavota de Ascot”)
- “On the Street Where You Live” (“En la calle donde vives”)
- “Intermission” (“Interludio”)

### Segunda parte
- “Transylvanian March” (“Marcha transilvana”)
- “Embassy Waltz” (“Vals de la embajada”)
- “You Did It” (“Lo conseguiste”)
- “Just You Wait” (repetición)
- “On the Street Where You Live” (repetición)
- “Show Me” (“Demuéstramelo”)
- “Wouldn't It Be Loverly” (repetición)
- “Get Me to the Church on Time” (“Llévame a la iglesia a tiempo”)
- “A Hymn to Him” (“Un himno a él”)
- “Without You” (“Sin ti”)
- “I've Grown Accustomed to Her Face” (“Me he acostumbrado a su rostro”)
- “Finale” (Final)
- “Exit Music” (Títulos de crédito)

### Grabación comercializada (LPoriginal)
1. “Overture”. The Warner Bros. Studio Orchestra, André Previn.
2. “Why Can't the English?” Rex Harrison, Audrey Hepburn, Marni Nixon, Wilfrid Hyde-White, The Warner Bros. Studio Orchestra, André Previn.
3. “Wouldn't It Be Loverly?” Marni Nixon, Coro, The Warner Bros. Studio Orchestra, André Previn.
4. “I'm Just an Ordinary Man”. Rex Harrison, The Warner Bros. Studio Orchestra, André Previn.
5. “With a Little Bit of Luck”. Stanley Holloway, Coro, The Warner Bros. Studio Orchestra, André Previn.
6. “Just You Wait”. Audrey Hepburn, Marni Nixon, The Warner Bros. Studio Orchestra, André Previn.
7. “The Rain in Spain”. Rex Harrison, Audrey Hepburn, Marni Nixon, Wilfrid Hyde-White, The Warner Bros. Studio Orchestra, André Previn.
8. “I Could Have Danced All Night”. Marni Nixon, Coro, The Warner Bros. Studio Orchestra, André Previn.
9. “Ascot Gavotte”. Coro, The Warner Bros. Studio Orchestra, André Previn.
10. “On the Street Where You Live”. Bill Shirley, The Warner Bros. Studio Orchestra, André Previn.
11. “You Did It”. Rex Harrison, Wilfrid Hyde-White, The Warner Bros. Studio Orchestra, André Previn.
12. “Show Me”. Marni Nixon, Bill Shirley, The Warner Bros. Studio Orchestra, André Previn.
13. “Get Me to the Church on Time”. Stanley Holloway, Coro, The Warner Bros. Studio Orchestra, André Previn.
14. “A Hymn to Him”. Rex Harrison, Wilfrid Hyde-White, The Warner Bros. Studio Orchestra, André Previn.
15. “Without You”. Marni Nixon, Rex Harrison, The Warner Bros. Studio Orchestra, André Previn.
16. “I've Grown Accustomed to Her Face”. Rex Harrison, The Warner Bros. Studio Orchestra, André Previn.

### Temas incluidos enCDque no aparecen en elLP
1. “The Flower Market”. The Warner Bros. Studio Orchestra, André Previn.
2. “Servants' Chorus”. Coro, The Warner Bros. Studio Orchestra, André Previn.
3. “Ascot Gavotte (Reprise)”. Coro, The Warner Bros. Studio Orchestra, André Previn.
4. “Intermission”. The Warner Bros. Studio Orchestra, André Previn.
5. “The Transylvanian March”. The Warner Bros. Studio Orchestra, André Previn.
6. “The Embassy Waltz”. The Warner Bros. Studio Orchestra, André Previn.
7. “Just You Wait (Reprise)”. Audrey Hepburn, Marni Nixon, The Warner Bros. Studio Orchestra, André Previn.
8. “On the Street Where You Live (Reprise)”. Bill Shirley, The Warner Bros. Studio Orchestra, André Previn.
9. “The Flower Market” (con la repetición de Wouldn't It Be Loverly?). Marni Nixon, coro, The Warner Bros. Studio Orchestra, André Previn.
10. “End Titles”. The Warner Bros. Studio Orchestra, André Previn.
11. “Exit Music”. The Warner Bros. Studio Orchestra, André Previn.

## Restauración
En los años 90, los rollos de película original se encontraban degradados tras múltiples copias, y se temía su total deterioro. CBS descubrió esto tras ganar dos años seguidos el premio al peor disco láser (DVD) del año. Los restauradores Robert A. Harris y James C. Katz, junto con 20th Century Fox, cuya división de vídeo tenía los derechos de la filmoteca de CBS incluyendo My Fair Lady, fueron contratados con el fin de salvar la película. Tras meses de trabajo, consiguieron preservar la calidad de la imagen para futuras generaciones, lo que llevó a un reestreno cinematográfico de la película restaurada en 1994 por parte de Twentieth Century Fox, reforzando la popularidad de la película.

## Versión animada deMy Fair Lady
En 1995, los ejecutivos de Fox ofrecieron a los directores/productores Don Bluth y Gary Goldman, nuevos directores creativos de Fox Animation Studios, la posibilidad de hacer una película de animación de My Fair Lady (1964, Warner Bros.) o Anastasia (1956, 20th Century Fox). Bluth y Goldman eligieron Anastasia, que se convirtió en el filme de animación de mayor éxito no producido por Disney en 1997.

## Proyectos dereedición
A principios de junio de 2008 se filtró a la prensa los planes de hacer una nueva versión cinematográfica de My Fair Lady protagonizada por Daniel Day-Lewis y Keira Knightley que se estrenaría en 2011. Estaría producida por Duncan Kenworthy (Love Actually), con la colaboración de Columbia Pictures y CBS Films. Emma Thompson sería la encargada de escribir el nuevo guion.

## Curiosidades
- Alan Jay Lerner, en particular, confesó su descontento con la versión cinematográfica del musical, pues consideraba que no estaba a la altura de la dirección llevada a cabo por Moss. También estaba descontento con la decisión de rodar toda la película en los platós de Warner Brothers en lugar de en Londres.

- La película se iba a llamar Lady Liza, pero Rex Harrison se negó a estar en una película donde el título de esta se basara en el papel femenino principal.[8]

- Como Audrey Hepburn era muy mayor para interpretar a Eliza, se contrató al actor Jeremy Brett, de treinta años, para interpretar a Freddie, quien en la película tenía veinte.[8]

- Aunque en las canciones para la película el profesor Higgins tenía que cantar todo, a Rex Harrison le fue imposible cantar alguna nota, por lo que el director decidió que él casi hablara todas sus canciones, algo que el actor había hecho en la obra musical de Brodway.[8]

- Cuando Harrison aceptó el Oscar al mejor actor por la película, les dio las gracias a sus «dos hermosas damas» («two fair ladies») Audrey Hepburn y Julie Andrews.[8]

- Harrison se encontraba furioso con la elección de Hepburn para el papel de Eliza. En una entrevista dijo: «Se supone que Eliza Doolittle se siente incómoda en los bailes europeos, la maldita Audrey no ha pasado un día de su vida fuera de los bailes europeos». Más tarde, el actor se retractó de lo dicho y cuando le preguntaron quién fue la mejor actriz con la que había trabajado, respondió inmediatamente: «Sin duda Audrey Hepburn».[8]

- Aunque Harrison estaba desesperado por obtener el papel del profesor Higgins, el actor se negó a hacer una prueba de cámara porque lastimaba su dignidad. Sin embargo, le prometió a Jack Warner que daría su mejor esfuerzo para que el Higgins de la película no fuera el mismo de la obra musical.[8]

- Tiempo después Audrey Hepburn confesó que nunca habría aceptado el papel de Eliza Doolittle si hubiese sabido que el productor Jack Warner quería que se doblara su voz en las canciones. Junto con esto volvió a afirmar que Julie Andrews debería haber sido escogida para el papel.[8]

- Audrey Hepburn iba a rechazar el papel en un principio porque quería que se lo dieran a Julie Andrews; sin embargo, al enterarse Hepburn de que Andrews nunca fue ni siquiera considerada para el papel y que la siguiente en la lista era Elizabeth Taylor, lo aceptó en seguida. Taylor quería demasiado el papel; lo iba a usar para quitarse la mala imagen que se había ganado.[8]
- Jeremy Brett (Freddie), quien celebró su 30.º cumpleaños durante la filmación, se llevó una gran sorpresa al saber que su voz en las canciones fue doblada por un hombre de cuarenta y dos años llamado Bill Shirley, especialmente cuando su voz era bastante buena para el papel.[8]

- Jack Warner en un principio no quería a Harrison para el papel de Higgins ya que, cuando vio Cleopatra (1963), pensó que al actor se lo veía muy viejo para interpretar al enamorado de Hepburn. Peter O’Toole fue considerado para el papel, pero sus demandas económicas eran muy grandes. Se barajaron los nombres de Stanley Holloway, Cary Grant, Noel Coward, Michael Redgrave y George Sanders. Después, Harrison mandó una carta a Warner explicando que se lo veía viejo en Cleopatra porque se suponía que tenía que interpretar a un epiléptico. Junto con la carta mandó fotos recientes, y de este modo fue contratado.[8]

- Jack Warner pagó 5,5 millones de dólares por los derechos para hacer la película (1962). Esto marcó un hito, ya que fue la cantidad más alta que se había pagado hasta entonces por derechos de autor. Un récord que se rompió en 1978 cuando Columbia pago 9,5 millones de dólares por Annie.[8]

## Premios
Premios Óscar
| Año  | Categoría                                              | Receptor                                                                                   | Resultado |
| ---- | ------------------------------------------------------ | ------------------------------------------------------------------------------------------ | --------- |
| 1964 | Mejor película                                         | Jack L. Warner, productor                                                                  | Ganadora  |
| 1964 | Mejor director                                         | George Cukor                                                                               | Ganador   |
| 1964 | Mejor actor                                            | Rex Harrison                                                                               | Ganador   |
| 1964 | Mejor actor de reparto                                 | Stanley Holloway                                                                           | Candidato |
| 1964 | Mejor actriz de reparto                                | Gladys Cooper                                                                              | Candidata |
| 1964 | Mejor guion basado en material de otro medio           | Alan Jay Lerner                                                                            | Candidato |
| 1964 | Mejor fotografía (color)                               | Harry Stradling                                                                            | Ganador   |
| 1964 | Mejor dirección de arte (color)                        | Gene Allen y Cecil Beaton (directores de arte); George James Hopkins (decoración)          | Ganadores |
| 1964 | Mejor diseño de vestuario (color)                      | Cecil Beaton                                                                               | Ganador   |
| 1964 | Mejor montaje                                          | William Ziegler                                                                            | Candidato |
| 1964 | Mejor orquestación de música- adaptación o tratamiento | André Previn                                                                               | Ganador   |
| 1964 | Mejor sonido                                           | Departamento de sonido de los estudios Warner Bros. (George R. Groves, director de sonido) | Ganador   |

Globos de Oro
| Año  | Categoría                          | Receptor                  | Resultado |
| ---- | ---------------------------------- | ------------------------- | --------- |
| 1964 | Mejor película - Comedia o musical | Jack L. Warner, productor | Ganadora  |
| 1964 | Mejor director                     | George Cukor              | Ganador   |
| 1964 | Mejor actor - Comedia o musical    | Rex Harrison              | Ganador   |
| 1964 | Mejor actriz - Comedia o musical   | Audrey Hepburn            | Candidata |
| 1964 | Mejor actor de reparto             | Stanley Holloway          | Candidato |

BAFTA
| Año  | Categoría                          | Receptor               | Resultado |
| ---- | ---------------------------------- | ---------------------- | --------- |
| 1964 | Mejor película de cualquier fuente | George Cukor, director | Ganadora  |
| 1964 | Mejor director                     | George Cukor           | Ganador   |
| 1964 | Mejor actor británico              | Rex Harrison           | Candidato |

Medallas del Círculo de Escritores Cinematográficos
| Año  | Categoría                 | Receptor     | Resultado |
| ---- | ------------------------- | ------------ | --------- |
| 1965 | Mejor película extranjera | My Fair Lady | Ganadora  |

| año  | lista                           | posición                             |
| ---- | ------------------------------- | ------------------------------------ |
| 1998 | AFI's 100 años... 100 películas | 91.º                                 |
| 2002 | AFI's 100 años... 100 pasiones  | 12.º                                 |
| 2004 | AFI's 100 años... 100 canciones | "I Could Have Danced All Night" 17.º |
| 2006 | AFI's 100 años de musicales     | 8.º                                  |

La película ganó, además, el premio David de Donatello.
- George Cukor ganó:
  - El premio del Sindicato de Directores de los Estados Unidos, premio que compartió con David Hall, su asistente de dirección.
- Rex Harrison ganó:
  - NYFCC, premio que concede la crítica de Nueva York.
  - Golden Laurel.
- Alan Jay Lerner fue candidato en los premios WGA del Sindicato de Escritores de los Estados Unidos, en la categoría de «Mejor Guion de un Musical Norteamericano».
- William H. Ziegler fue candidato en los Premios Eddie concedidos por el Sindicato de Montadores de los Estados Unidos.
- Audrey Hepburn quedó en el tercer lugar de la lista de los Golden Laurel.
- Stanley Holloway quedó en cuarto lugar de la lista Golden Laurel.